# Iperossaluria
L'iperossaluria è una condizione clinica in cui vi è un'aumentata escrezione urinaria di ossalato di calcio che può portare alla formazione di calcoli renali.

## Etimologia
Il termine deriva dal greco: iper, sovrabbondanza, ossal, prefisso di ossalato, uria, nelle urine.

## Classificazione
Si possono distinguere quattro forme di iperossaluria:
- primitiva, a sua volta divisa in tre tipi:
  - tipo 1 causata da mutazioni del gene AGXT che codifica per l'enzima perossisomiale epatico gliossilato aminotransferasi o AGT[2]
  - tipo 2 causata da mutazioni del gene GRHPR che codifica per l'enzima gliossilato reduttasi/idrossipiruvato reduttasi o GR/HPR[3]
  - tipo 3 causata dalle mutazioni nel gene HOGA1 che codifica per l'enzima 4-idrossi-2-ossoglutarato aldolasi 1[4];
- enterica, secondaria a malassorbimento;
- da cause alimentari, secondaria a eccessiva assunzione con la dieta di ossalato di calcio;
- idiopatica o lieve.